# Hans-Martin Trepp
Hans-Martin Trepp, född 9 november 1922 i Arosa, död 17 augusti 1970 i Chur, var en schweizisk ishockeyspelare.
Trepp blev olympisk bronsmedaljör i ishockey vid vinterspelen 1948 i Sankt Moritz.